# چارلز دورکی
چارلز دورکی (به انگلیسی: Charles Durkee) سناتور سابق عضو حزب جمهوری‌خواه ایالات متحده آمریکا بود. وی در سال ۱۸۵۵ تا ۱۸۶۱ میلادی سناتور ایالت ویسکانسین در سنای ایالات متحده آمریکا بود.